# Neveling von der Recke
Neveling von der Recke (teilweise auch Neweling von der Recke) († 1591 in Rüthen) war von 1565 bis 1591 Landkomtur der Deutschordensballei Westfalen und Komtur der Kommende Mülheim.

## Leben
Er stammte aus dem Geschlecht von der Recke und trat, wie andere seiner Familie, in den Deutschen Orden ein.
Er gehörte neben seinem Amt als Landkomtur in der Zeit der truchsessischen Wirren 1583 als Rat der Regierung des Herzogtums Westfalen an und war zeitweise Vertreter für den abwesenden Landdrosten Eberhard zu Solms-Lich. Im Streit um die bevorstehende Eheschließung und den Übertritt des Kölner Erzbischofs Gebhard I. von Waldburg nahm er zunächst eine vermittelnde Haltung ein, um den offenen Konflikt mit dem Erzbischof zu vermeiden. Nachdem am 31. Dezember 1582 für ihn ein Schreiben Kaiser Rudolfs II. eintraf, in dem es hieß, von der Recke und zu Solms-Lich sollten alles tun, um Gebhard von seinem unverantwortlichen Handeln abzubringen, schrieben sie an den Kurfürsten und warnten vor den wahrscheinlich nachteiligen Folgen seiner Pläne. Auf dem entscheidenden Landtag kam es 1583 zu heftigen Auseinandersetzungen zwischen denjenigen, die sich auf Seiten des Erzbischofs stellten, und denjenigen, die ihm entgegenstanden. Von der Recke stand nun eindeutig im Lager der Gegner Gebhards und hätte sich deshalb beinah mit dessen westfälischem Rat Otto von Wolmeringhausen duelliert.
Im Jahr 1584 gehörte er zu den Würdenträgern des Herzogtums, die bei Werl den neuen Kurfürsten Ernst von Bayern begrüßten. Kurze Zeit später setzte er sich stark für die Wahl von Ernst von Bayern auch als Bischof von Münster ein und war in dieser Sache als Gesandter unterwegs.
Er selbst lebte überwiegend in der Stadt Rüthen mit einer Konkubine und den sechs gemeinsamen Kindern. Dort verstarb er 1591.